# إكس-من (أنمي)
إكس-من (エックスメン) هو اسم المسلسل الثالث من مسلسلات أنمي مارفل.

## طاقم إنتاج الأنمي
- الإخراج: فومينوري كيزاكي
- تأليف القصة: وارن إليس
- تأليف الحبكة: ميتسوتاكا هيروتا
- تصميم الشخصيات: أي يوكوياما
- الإخراج الفني: شيغيمي إيكيدا
- الموسيقى: تتسيا تاكاهاشي
- إخراج الصوت: توشيهيكو ناكاجيما, ماسافومي ميما
- إنتاج الرسوم المتحركة: مادهاوس
- إنتاج: Superhero Anime Partners